# ساو خورخي دو باتريسينيو
ساو خورخي دو باتروسينيو بلدية في ولاية بارانا في المنطقة الجنوبية من البرازيل.